# Aurel Băieșu
Aurel Băieșu (n. 19 iulie 1964, Chișinău) este un jurist și politician din Republica Moldova, fost deputat în Parlamentul Republicii Moldova și vicepreședinte al Comisiei parlamentare juridice, numiri și imunități în perioada august 2009 – decembrie 2010.

## Biografie
Aurel Băieșu s-a născut pe 19 iulie 1964 în orașul Chișinău, RSS Moldovenească, URSS (astăzi în Republica Moldova). În anul 1986 a absolvit Universitatea de Stat din Moldova – facultatea de drept. A obținut gradul de doctor în drept la Universitatea de Stat M.V.Lomonosov din Moscova (1990); doctor habilitat în drept la Universitatea de Stat din Moldova (2012). Între anii 1990-1993 a fost lector la catedra Drept civil de la Universitatea de Stat din Moldova, iar din 1994 până în prezent este conferențiar la catedra Drept internațional și dreptul relațiilor economice externe de la Facultatea de drept a Universității de Stat din Moldova. Între 1994-2005 a fost șeful catedrei Drept internațional și dreptul relațiilor economice externe de la Facultatea de drept a Universității de Stat din Moldova.
În perioada august 2009 – decembrie 2010 a fost deputat în Parlamentul Republicii Moldova, vicepreședinte al Comisiei parlamentare juridice, numiri și imunități. Între aprilie 2011 – ianuarie 2012 a fost consilier în domeniul juridic al Președintelui interimar al Republicii Moldova.
Între ianuarie 2012 – aprilie 2013 a fost Ambasador al Republicii Moldova în Republica Italiană. Din aprilie 2013 este judecător la Curtea Constituțională.
A deținut calitatea de membru al Uniunii Avocaților din Republica Moldova; membru al Curții de Arbitraj Comercial Internațional de pe lângă Camera de Comerț și Industrie a Republicii Moldova; membru al Consiliului științific consultativ de pe lângă Curtea Supremă de Justiție, membru al grupului de lucru pentru elaborarea Codului civil. A desfășurat activitate în calitate de expert în proiectele internaționale sub egida Băncii Mondiale, Băncii Europene, Consiliului Europei, PNUD, TACIS, USAID, etc.